# Alzoniella
Alzoniella é um género de gastrópode  da família Hydrobiidae.
Este género contém as seguintes espécies:
- Alzoniella hartwigschuetti
- Alzoniella slovenica